# Foug
Foug é uma comuna francesa na região administrativa de Grande Leste, no departamento de Meurthe-et-Moselle. Estende-se por uma área de 25,49 km². Em 2010 a comuna tinha 2 668 habitantes (densidade: 104,7 hab./km²).